# .250 Savage

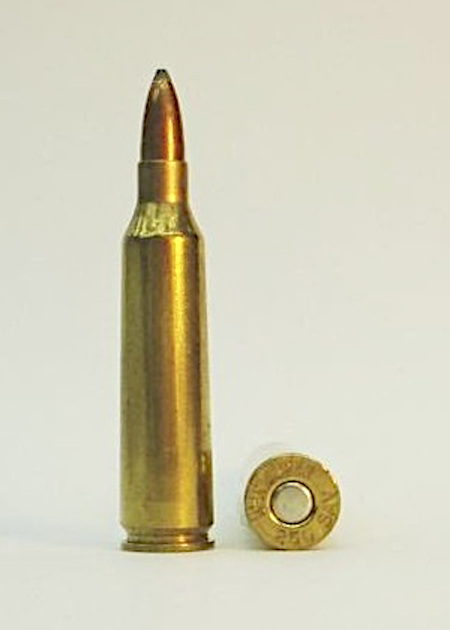
Náboj .250 Savage

.250-3000 Savage je puškový náboj zavedený firmou Savage v roce 1915 pro kulovnici model 99. Konstruktérem tohoto náboje byl Charles Newton. Náboj .250 Savage je velmi dobrým loveckým nábojem, má plochou dráhu střely, velmi dobrou přesnost a také energii dostačující i při lovu těžší zvěře. Od tohoto náboje je odvozen .220 Swift, který má stažený krček na menší průměr střely.